# Buffalo Bills 2017
La stagione 2017 dei Buffalo Bills è stata la 58ª della franchigia, la 48ª nella National Football League e la prima con Sean McDermott come capo-allenatore. Il 30 aprile, il giorno dopo il termine del Draft 2017, i Bills licenziarono dopo quattro stagioni il general manager Doug Whaley. Come suo sostituto fu nominato Brandon Beane.
La squadra è riuscita tornare ai playoff dopo 17 stagioni di assenza, in quella che era la più lunga striscia attiva negli sport professionistici nordamericani. Nel primo turno è stata eliminata dai Jacksonville Jaguars perdendo in trasferta per 10-3.

## Scelte nel Draft 2017
| Scelte dei Bills nel Draft 2017 |        |                   |       |                |
| Giro                            | Scelta | Giocatore         | Ruolo | College        |
| 1                               | 27     | Tre'Davious White | CB    | LSU            |
| 2                               | 37     | Zay Jones         | WR    | East Carolina  |
| 2                               | 63     | Dion Dawkins      | G     | Temple         |
| 5                               | 163    | Matt Milano       | LB    | Boston College |
| 5                               | 171    | Nathan Peterman   | QB    | Pittsburgh     |
| 6                               | 195    | Tanner Vallejo    | LB    | Boise State    |

## Staff
| Staff dei Buffalo Bills nel 2017 |
| --- |
| Organi dirigenziali - Proprietario/CEO – Terry Pegula - Proprietaria– Kim Pegula - Presidente – Russ Brandon - General manager – Doug Whaley - Senior Vice President of Football Administration – Jim Overdorf - Direttore del personale – Jim Monos - Direttore degli osservatori – Kelvin Fisher Capo allenatore - Sean McDermott - Assistente c.a./attacco - Chris Palmer Altri allenatori - Preparatore atletico – Eric Ciano - Assistente p.a. – Hal Luther - Assistente p.a. – Jason Oszvart - Assistente p.a. – Dan Liburd - Assistente p.a. - Mark Loecher Allenatori dell'attacco - Coordinatore offensivo – Vacante - Gioco sulle corse/Offensive Line – Juan Castillo - Quarterback – David Lee - Assietante Quarterback - Jason Vrable - Running Back – Kelly Skipper - Wide Receiver – Sanjay Lal - Tight End – Rob Boras Allenatori della difesa - Coordinatore difensivo – Leslie Frazier - Defensive Line – Mike Waufle - Assistente Defensive Line – Jason Rebrovich - Linebacker – Bob Babich - Defensive Back – Tim McDonald - Assistente Defensive Back – Ed Reed - Assistente – D'Anton Lynn Allenatori dello special team - Special Team – Danny Crossman - Assistente Special Team – Eric Smith - Controllo qualità special team – Kathryn Smith |

## Roster
| Roster dei Buffalo Bills nel 2017 |
| --- |
| Quarterback - 2 Nathan Peterman - 5 Tyrod Taylor - 9 T.J. Yates Running Back - 22 Joe Banyard - 42 Patrick DiMarco FB - 25 LeSean McCoy - 35 Mike Tolbert FB - 31 Jonathan Williams - 7 Taiwan Jones Wide Receiver - 10 Corey Brown - -- Kaelin Clay - 18 Andre Holmes - 11 Zay Jones - 87 Jordan Matthews - 15 Brandon Tate Tight End - 85 Charles Clay - 84 Nick O'Leary - 82 Logan Thomas Offensive Linemen - 73 Dion Dawkins T - 62 Vladimir Ducasse G - 64 Richie Incognito G - 77 Cordy Glenn T - 72 Ryan Groy G - 76 John Miller G - 79 Jordan Mills T - 70 Eric Wood C Defensive Linemen - 98 Deandre Coleman DT - 99 Marcell Dareus DT - 56 Ryan Davis DE - 55 Jerry Hughes DE - 90 Shaq Lawson DE - 92 Adolphus Washington DT - 95 Kyle Williams DT - 94 Jerel Worthy DT - 75 Eddie Yarbrough DE Linebacker - 57 Lorenzo Alexander OLB - 52 Preston Brown MLB - 51 Gerald Hodges OLB - 50 Ramon Humber OLB - 58 Matt Milano OLB - 40 Tanner Vallejo OLB Defensive Back - 36 Trae Elston S - 28 E.J. Gaines CB - 23 Micah Hyde SS - 24 Leonard Johnson CB - 26 Greg Mabin CB - 21 Jordan Poyer FS - 27 Tre'Davious White CB - 20 Shareece Wright CB Special Team - 69 Reid Ferguson LS - 4 Steven Hauschka K - 6 Colton Schmidt P Lista delle riserve - 49 Sam Barrington MLB (IR) - 17 Jeremy Butler WR (Waived/injured) - 66 Seantrel Henderson T (Sospeso) - 74 Michael Ola T (Waived/injured) - 19 Walt Powell WR (Sospeso) - 89 Keith Towbridge TE (IR) 53 attivi, 6 inattivi |
| Legenda - I rookie sono in corsivo. - Il primo ruolo è il principale mentre gli eventuali successivi indicano i ruoli secondari. - (IR) sta per Injured Reserve ed indica la lista ristretta per un solo giocatore infortunato che può tornare ad allenarsi dopo la settimana 6 e a rientrare in prima squadra dopo che questa ha giocato 8 partite. - (NF-Inj.) / (NF-Ill.) stanno rispettivamente per Non-Football Injured e Non-Football Illness ed indicano le liste dove viene inserito un giocatore che ha un infortunio o una malattia non dipendente dal football americano. - (PUP) sta per Physically Unable to Perform ed indica la lista dove viene inserito un giocatore mentre è in attesa di recuperare la condizione fisica. Nella stagione regolare dopo la sesta partita giocata dalla propria squadra, il giocatore ha tempo tre settimane per riprendere ad allenarsi, più tre settimane aggiuntive dal suo rientro agli allenamenti per rientrare in prima squadra. |

## Calendario

### Stagione regolare
Il calendario della stagione è stato annunciato il 20 aprile 2017.
| Stagione regolare |                    |                         |                    |                    |                         |                    |
| Turno             | Data               | Avversario              | Risultato          | Record             | Stadio                  | NFL.com recap      |
| 1                 | 10/9               | New York Jets           | V 21–12            | 1–0                | New Era Field           | Recap              |
| 2                 | 17/9               | at Carolina Panthers    | S 3–9              | 1–1                | Bank of America Stadium | Recap              |
| 3                 | 24/9               | Denver Broncos          | V 26–16            | 2–1                | New Era Field           | Recap              |
| 4                 | 1/10               | at Atlanta Falcons      | V 23–17            | 3–1                | Mercedes-Benz Stadium   | Recap              |
| 5                 | 8/10               | at Cincinnati Bengals   | S 16–20            | 3–2                | Paul Brown Stadium      | Recap              |
| 6                 | Settimana di pausa | Settimana di pausa      | Settimana di pausa | Settimana di pausa | Settimana di pausa      | Settimana di pausa |
| 7                 | 22/10              | Tampa Bay Buccaneers    | V 30–27            | 4–2                | New Era Field           | Recap              |
| 8                 | 29/10              | Oakland Raiders         | V 34–14            | 5–2                | New Era Field           | Recap              |
| 9                 | 2/11               | at New York Jets        | S 21–34            | 5–3                | MetLife Stadium         | Recap              |
| 10                | 12/11              | New Orleans Saints      | S 10–47            | 5–4                | New Era Field           | Recap              |
| 11                | 19/11              | at Los Angeles Chargers | S 24–54            | 5–5                | StubHub Center          | Recap              |
| 12                | 26/11              | at Kansas City Chiefs   | V 16–10            | 6–5                | Arrowhead Stadium       | Recap              |
| 13                | 3/12               | New England Patriots    | S 3–23             | 6–6                | New Era Field           | Recap              |
| 14                | 10/12              | Indianapolis Colts      | V 13–7 (DTS)       | 7–6                | New Era Field           | Recap              |
| 15                | 17/12              | Miami Dolphins          | V 24–16            | 8–6                | New Era Field           | Recap              |
| 16                | 24/12              | at New England Patriots | S 16–37            | 8–7                | Gillette Stadium        | Recap              |
| 17                | 31/12              | at Miami Dolphins       | V 22–16            | 9–7                | Hard Rock Stadium       | Recap              |

Note
- Gli avversari della propria division sono in grassetto.

### Playoff
| Playoff   |      |                             |           |        |                |               |
| Turno     | Data | Avversario                  | Risultato | Record | Stadio         | NFL.com recap |
| Wild Card | 7/1  | at Jacksonville Jaguars (3) | S 3–10    | 0-1    | EverBank Field | Recap         |

## Premi individuali

### Pro Bowler
Tre giocatori dei Bills sono stati convocati per il Pro Bowl 2018:
- Richie Incognito, offensive guard, 4ª convocazione
- LeSean McCoy, running back, 6ª convocazione
- Micah Hyde, safety, 1ª convocazione

### Premi settimanali e mensili
- Steven Hauschka:

Miglior giocatore degli special team della AFC della settimana 3
Miglior giocatore degli special team della AFC della settimana 4
- Tre'Davious White:

rookie difensivo del mese di settembre
- Micah Hyde:

difensore della AFC del mese di ottobre
- LeSean McCoy:

running back della settimana 8
running back della settimana 14
- Jordan Poyer:

difensore della AFC del mese di dicembre